# Vi, Eskilstuna

Vi är en by i Västermo socken, Eskilstuna kommun.
Byn omtalas i skriftliga handlingar första gången 1414, men har allt av döma forntida anor och ligger av namnet att döma på platsen för en hednisk kultplats. Tre järnåldersgravfält ligger i området mellan Vi och Konungsö byar. Ursprungligen bestod Vi av fyra gårdar, enligt lokala sägner skall dessa ha anlagts av överlevare från digerdöden; Svensgården, Östergården, Norrgården och Södergården. Före laga skifte som övergick byn 1849-1853 var den en av de största byarna i Södermanland med över trettio gårdar. Vid skiftet flyttades tretton av dessa ut från bytomten.
Dagens bebyggelse i byn är huvudsakligen uppförd under 1700-, 1800- och början av 1900-talen. Många har tillkommit åren närmast efter laga skifte. I samband med Hjälmarsänkningen nästan dubblades byns åkerareal och många av gårdarna har ovanligt stora ekonomibyggnader. Senare etablerades även industrier hit. Västermo bygdegård ligger i ett tidigare mejeri vid infarten till Vi.